# 1 Scorpii
1 Scorpii (také označovaná jako b Scorpii) je hvězda ve souhvězdí Štíra vzdálená přibližně 490 světelných let od Země. Hvězda má zdánlivou magnitudu 4,63, což znamená, že je za dobrých podmínek viditelná pouhým okem.

## Charakteristika
1 Scorpii je hvězda hlavní posloupnosti spektrálního typu B1.5Vn. Písmeno „n“ v označení spektrálního typu znamená, že spektrální čáry jsou "nejasné" v důsledku vysoké rotace. Hvězda rotuje velmi rychle, s projekční rotační rychlostí 310 km/s, což způsobuje zploštění jejího tvaru (její rovník je přibližně o 13 % širší než polární oblasti). Existují slabé důkazy o tom, že by mohla být Be hvězdou s plynovým diskem.
Hvězda má hmotnost přibližně 8,3násobku hmotnosti Slunce, průměr 3,7násobku poloměru Slunce a září 3 890násobkem svítivosti Slunce. Povrchová teplota je odhadována na 24 000 K. Vzhledem ke svému mladému věku, odhadovanému na 10 milionů let, je tato hvězda stále na hlavní posloupnosti. Podle výsledků zkoumání Sco OB2 je hvězda členem pohybové skupiny s pravděpodobností 89 %.